# Eeció
Eeció (en grec antic Ήετίων), va ser, segons la mitologia grega, un rei de Tebes, a Mísia. Va ser el pare d'Andròmaca.
Va morir amb els seus set fills a mans d'Aquil·les, quan aquest, al capdavant d'un estol grec, va assaltar la ciutat, abans del novè any de la guerra de Troia. Aquil·les, veient la seva valentia en la lluita, no li arrabassà les armes, sinó que el va fer enterrar amb elles. Li va oferir uns magnífics funerals, i sobre la seva tomba les nimfes hi van plantar un om. A la seva dona, Aquil·les la va deixar en llibertat, però al cap de poc temps va morir a causa de les fletxes d'Àrtemis.